# Batalha de Môngua
A Batalha de Môngua travou-se entre 17 e 20 de Agosto de 1915 no sul de Angola entre as tropas portuguesas comandadas pelo general Pereira d'Eça e uma coligação de várias tribos africanas da etnia ovambo lideradas pelo rei Mandume. O encontro saldou-se numa clara vitória dos portugueses, foi “uma das maiores batalhas campais entre tropas africanas e europeias” e “a única vitória franca e decisiva do Exército Português metropolitano em África” durante a Primeira Guerra Mundial.

## Contexto
Desde o começo das Campanhas de Pacificação e Ocupação que Portugal vinha a expandir o território sob a sua soberania em África e quando rebentou a Primeira Guerra Mundial o território angolano tinha sido ocupado até às suas fronteiras actuais. A fronteira do sul era partilhada com o Sudoeste Africano Alemão mas os portugueses conservavam-se neutros no conflito.  
Após o Massacre do Cuangar e o Combate de Naulila, Alves Roçadas, então governador do distrito de Huíla, ordenou a retirada das tropas portuguesas espalhadas pelo sul de Angola e a sua concentração numa nova linha de defesa mais a norte. A retirada dos portugueses permitiu que os povos da região, como os cuamatos, os humbes, os evales e os cuanhamas pegassem de novo em armas contra a soberania portuguesa.

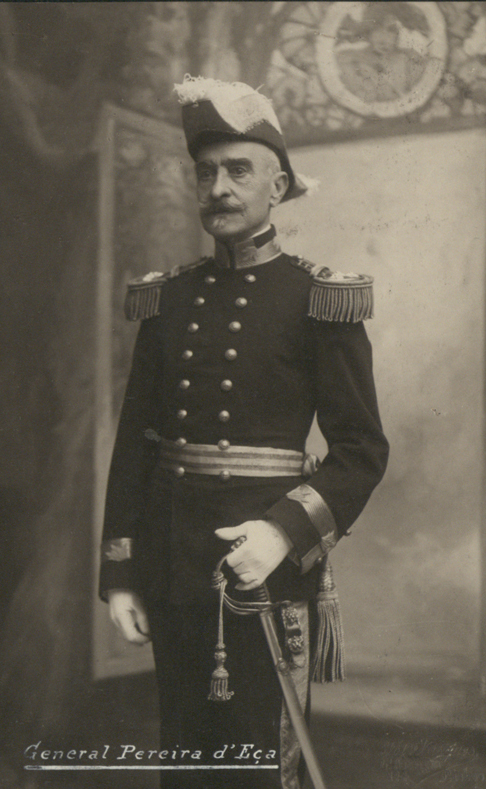
O general Pereira d'Eça

Em Portugal, o governo português decidiu enviar para Angola um elevado oficial dotado de poderes extraordinários e um forte contigente armado para fazer face à ofensiva alemã que se pensava estar em preparação. Para a missão foi escolhido o general Pereira d'Eça, que partiu a 3 de Fevereiro com cerca de 2000 soldados portugueses metropolitanos.
Pereira d'Eça chegou a Luanda a 21 de Março e para além de comandante do corpo expedicionário tomou posse como governador-geral em substituição de Norton de Matos, suspeito de querer declarar a independência de Angola e das províncias ultramarinas. Em Angola foram reunidos mais uma centena de combatentes trazidos de Moçambique, auxiliares angolanos e alguns mercenários bóeres, formando dois batalhões equipados com duas baterias de campanha, quatro baterias de metralhadoras e animais de tracção.
Antes de partir para sul, o general Pereira d'Eça enviou dois destacamentos em reconhecimento do sul de Angola, um descendo pelo vale do rio Cunene, outro a corta-mato direito a Ruacaná e Naulila pelo comandante dos auxiliares bóeres, Sarmento Pimentel.
Dez dias após o combate de Tchipelongo por tropas da marinha e moçambicanas em defesa de uma missão francesa, a 7 de Julho um destacamento enviado para Humbe reocupou a região sem ter encontrado resistência por parte dos africanos. Os portugueses descobriram a então que os alemães no Sudoeste Africano Alemão haviam-se rendido aos Sul-Africanos, pelo que o objectivo da campanha passou a ser só a reocupação as regiões perdidas e pacificar os régulos em armas contra os portugueses, nomeadamente o rei Mandume.

## A batalha

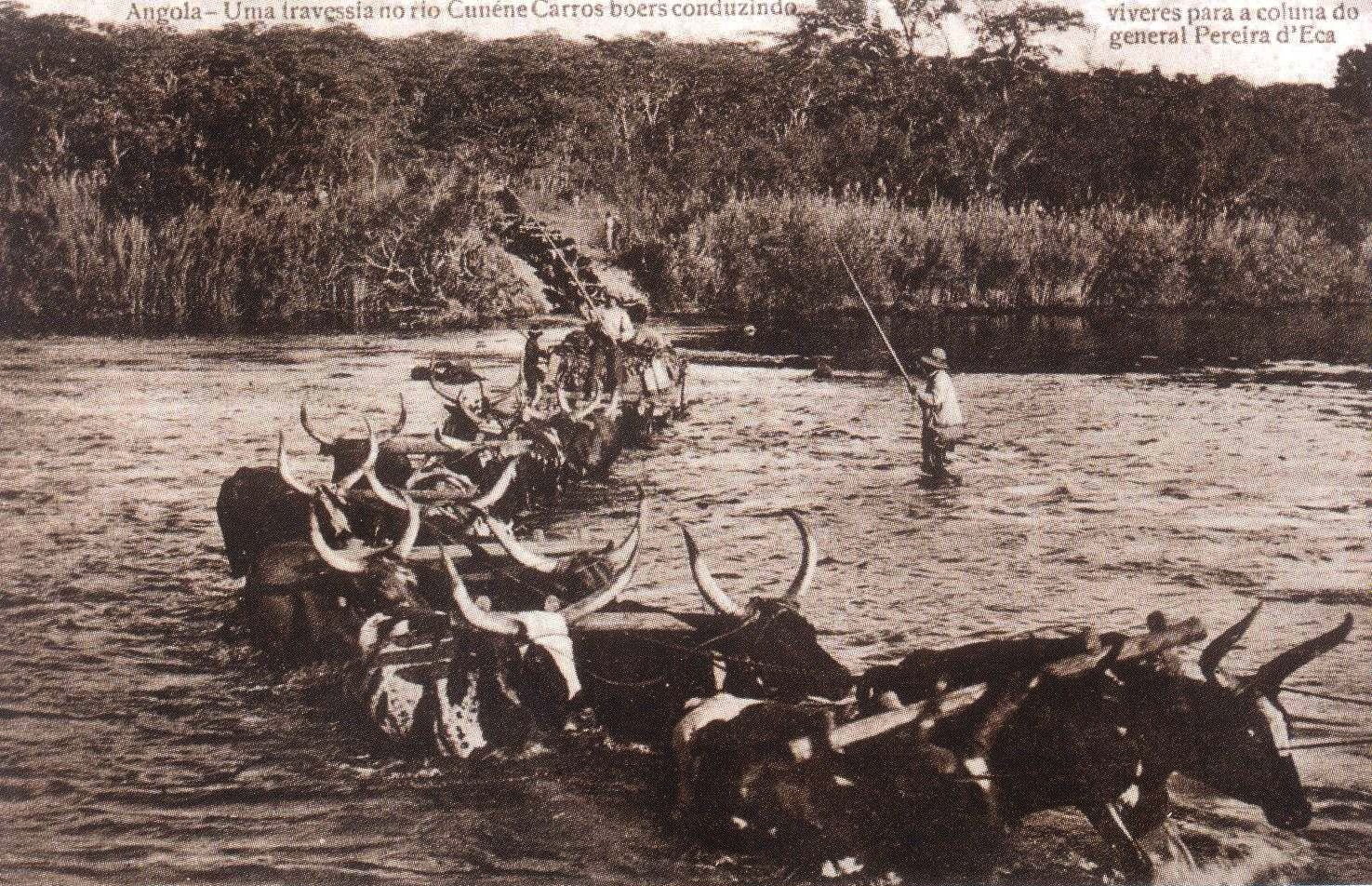
"Víveres para a coluna do general Pereira d'Eça".

Pereira d'Eça partiu de Humbe a 12 de Agosto. O núcleo das tropas portuguesas que partiram em direcção a Môngua a recuperar o território que haviam abandonado era formado pelo 3º Batalhão do Regimento de Infantaria 17, juntamente com o Batalhão de Marinha e com eles seguiam também um esquadrão do Regimento de Cavalaria 4, outro do Regimento de Cavalaria 11 e uma Companhia Indígena Expedicionária de Moçambique. Compunham a expedição cerca de 2700 homens, 16 metralhadoras e 8 canhões.
Mandume, seguindo a táctica ovambo de "fundo-do-saco" deixou o general avançar pelas chanas e estender a sua linha de provisionamento. Elas estavam, porém, secas e revelou-se necessário aos portugueses abastecer os soldados de água com camiões que vinham do rio Cunene.

A 17 de Agosto, Pereira d'Eça descobriu cacimbas de água mas elas encontravam-se guardadas pelo lenga Calola, que tinha o apoio de numerosos humbes revoltosos que haviam procurado refúgio no reino Cuanhama. Neste dia Calola atacou mas os portugueses formaram um quadrado. As companhias do RI 17 ocuparam três das quatro faces do quadrado. Em serviço de segurança encontrava-se a cavalaria e auxiliares dâmaras. A cerca de 800 metros em frente da face esquerda do quadrado encontravam-se as cacimbas, cerca de 7 ou 8 charcos com água, cujo acesso era impedido pelos ovambos escondidos nos morros ou nas árvores. Ao alcançarem as cacimbas, porém, os portugueses descobriram que elas estavam secas. Os bois começaram a cair de cansaço e de sede mas as cacimbas com água encontravam-se bem defendidas pelos ovambos. 

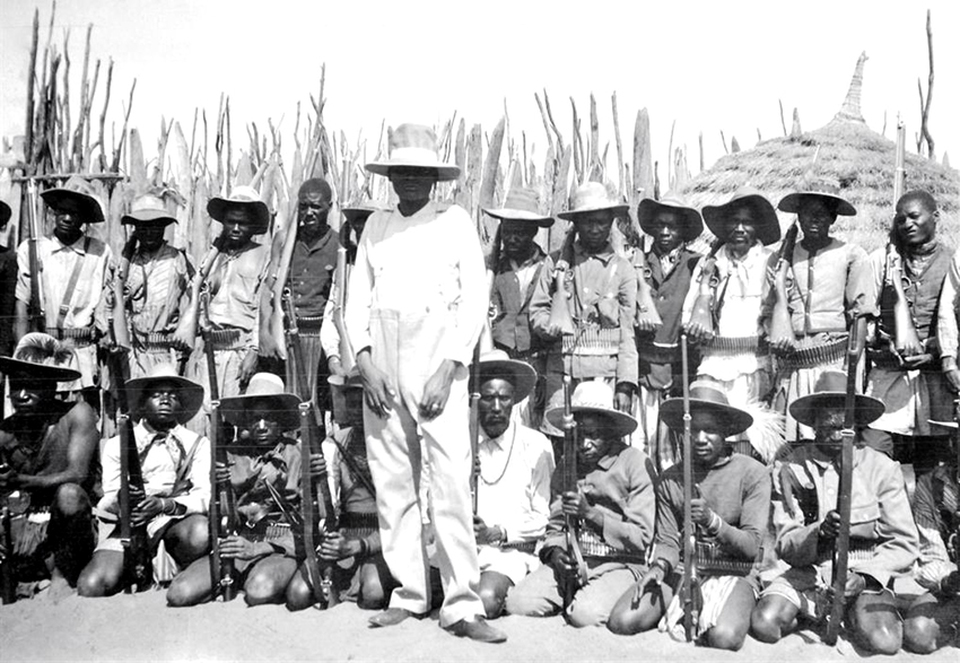
O rei mandume em 1916

Pelas 9 da manhã do dia 18, o quadrado português sofreu um pesado ataque quando se preparava para levantar o bivaque e apoderarem-se das cacimbas. Calola atacou novamente com mais onze lengas, os africanos bem dissimulados por detrás do matagal e das termiteiras. Os portugueses já tinham sofrido algumas baixas mas a intensidade do fogo inimigo não diminuía. Os portugueses responderam com fogo de espingardaria, artilharia e das metralhadoras. Um soldado da bateria de metralhadoras, ao ver o Esquadrão de Cavalaria 11 e o Esquadrão de Cavalaria 4 a formarem em frente das companhias do Batalhão de Marinha em preparação para uma carga, levantou o capacete ao ar e gritou para dentro do quadrado: viva a cavalaria portuguesa! e alguns soldados mais próximos responderam ao viva e começaram a cantar o hino nacional. Os soldados africanos da Companhia de Infantaria de Moçambique responderam levantando-se e, com o cofió em uma das mãos e a espingarda na outra, dançaram ao som de um cântico bélico. Pouco depois o EC11 avançou pela mata em perseguição dos ovambos. Passavam por então três horas desde o início da investida dos ovambos e por então os seus ataques já esmoreciam.
Naquele dia os ovambos causaram aos portugueses 16 mortos, entre eles um oficial e 30 feridos. Por então, Pereira d'Eça desperdiçara já muitas munições e perdera a mobilidade.

Mapa do sul de Angola.

A 19 os portugueses alcançaram as cacimbas e uma carga de uma Companhia do RI 17, uma do Batalhão de Marinha e um pelotão da Companhia Indígena e puseram os ovambos que as defendiam em fuga. Sofreram neste combate 3 mortos e 7 feridos. Mandume sabia que era necessário reconquistar as cacimbas e, neste dia à tarde, Mandume chegou pessoalmente à batalha acompanhado de 33 lengas, disposto a jogar tudo por tudo numa batalha campal contrária à tradição dos ovambos, que exigia que os sobas não se expusessem. Os portugueses estimaram os seus guerreiros em 47,000 mas tinha 10,000 a 12,000 espingardas e cinco carroças de munições, o quádruplo que o imperador Gungunhana dispusera na Batalha de Coolela, em Moçambique, em 1895. Nunca os europeus tiveram de enfrentar na África subsahariana um inimigo tão numeroso e bem armado. Mandume tinha reunido em seu torno não só os cuanhamas como todos aqueles que se tinham unido aos seus inimigos para combaterem contra os europeus, entre cuamatos, vales, humbes e alguns cuambis, um facto excepcional. "Era todo um povo a entoar cânticos de guerra e que, apesar da metralha, tentava recuperar a sua água..." Só neste dia, porém, é que Mandume impediu os camiões de abastecimentos de alcançarem a coluna.
O ataque geral deu-se no dia 20 e Mandume mandou atingir as montadas e os animais de carga dos portugueses mas, ao fim de dez horas de combate, na proporção de quinze para um, os ovambos não conseguiram recuperar as cacimbas pois os portugueses tiveram tempo de escavar trincheiras. Deu-se por fim um ataque geral à baioneta pelo Batalhão de Marinha na face da frente e pelo Batalhão de Infantaria 17 na face esquerda, que por fim desalojaram os ovambos que ainda cercavam o quadrado. Neste combate foram feridos 18 homens e mortos 15, entre eles dois oficiais, o Capitão João Francisco de Sousa e o Tenente Augusto Passos e Sousa. Ao todo os portugueses tiveram 36 mortos e e 55 feridos em três dias de combate.

## Rescaldo
Partidos os ovambos, a situação de Pereira d'Eça era crítica devido à falta de mantimentos. Os portugueses dispunham, porém de tropas colocadas no Cuamato em Evale e meios de que nunca tiveram no sul de Angola pelo que, reunidos em conselho, os oficiais portugueses decidiram esperar por reforços. Uma coluna do Cuamato, avisada por via de Humbe, chegou a 24 de Agosto, escoltando uma coluna de abastecimentos. A 27 de Agosto chegou uma coluna de Evale, atingindo a concentração Portuguesa os 4000 soldados.
Na batalha de Môngua os portugueses estimaram as baixas dos ovambos em 4000 a 5000 homens. A guarda pessoal de Mandume foi aniquilada. Mandume partiu a 22 para se encontrar com o rei Martin ia Kazikua no reino dos ondongas, no Sudoeste Africano. Em Namacunde, Mandume encontrou-se com o major britânico S. M. Pritchard mas não obteve auxílio dos Sul-Africanos contra os portugueses. O lenga Calola, que aspirava ao trono, ainda pretendia resistir mas a 20 de Agosto os ovambos gastaram seis toneladas de munições impossíveis de substituir e lutavam entre si para saber se se deviam render ou não.
A 2 de Setembro, Pereira d'Eça partiu com uma coluna com 90 oficiais, 1856 soldados e 60 auxiliares para Ondjiva e durante o caminho depararam-se com algumas escaramuças do lenga Calola mas a 4 de Setembro a capital já incendiada de Mandume foi ocupada e no dia seguinte içada a bandeira portuguesa. Ali Pereira d'Eça ficou três dias a receber as apresentações dos cuanhamas.
O território de Humbe, Cuamato, Evale e Cuanhama foi constituído num comando militar, sendo fundados os postos do Humbe, Forte Roçadas, Damequero, Cuamato, Cafu, Evale, Môngua, Ondjiva, Oxinde, Balunganga, Cuancula e Omupanda, com sede em Ondjiva.
O relatório do general Pereira d'Eça só ficou concluído em Fevereiro de 1917, teve de esperar oito anos após a campanha e seis após a morte do general para ser publicado e a primeira obra consagrada à expedição data de 1922. Relativamente ao caso, o historiador René Pélissier comentou:
Os Portugueses podem fazer grandes coisas mas raramente sabem dar-se valor.
O nome de Ondjiva foi mais tarde mudado para Vila Pereira d'Eça.